# Rocchetta di Castellarano
La rocchetta di Castellarano è un complesso di edifici che si trova a Castellarano, in provincia di Reggio Emilia.
Essa è il monumento simbolo di Castellarano, borgo situato nella zona bassa della valle del Secchia. Un tempo unico ingresso al paese fortificato, la Rocchetta era anche il primo avamposto a protezione del centro. Oggi ospita mostre temporanee e iniziative culturali.

## Storia
Nel luogo in cui si trova la rocca attuale, Matilde di Canossa aveva un'abitazione. Dopo la sua morte, avvenuta nel 1115, la Rocchetta e il feudo rimasero al conte Raniero, poi ai diversi feudatari. Attraverso i secoli, fu più volte oggetto di rifacimenti e trasformazioni, fino ad essere trasformata in un palazzo signorile con giardini, fontane e statue dal Marchese Carlo Filiberto II. Di questa costruzione parlano vari documenti conservati nell'archivio comunale.
Nel 1777 la rocca venne di nuovo restaurata e modificata dal feudatario Gaudenzio Valotti e alla sua morte passò al Duca Ercole III di Modena. Durante l'epoca napoleonica, la rocca venne venduta alla famiglia Canevazzi e quindi alla famiglia Casali, i cui eredi ne sono tuttora proprietari.
Il 20 luglio 1944, fu incendiata per rappresaglia dai tedeschi e ridotta a un rudere. Solo nel 1974 i proprietari la fecero ricostruire e la rocca assunse l'aspetto odierno.

## Descrizione

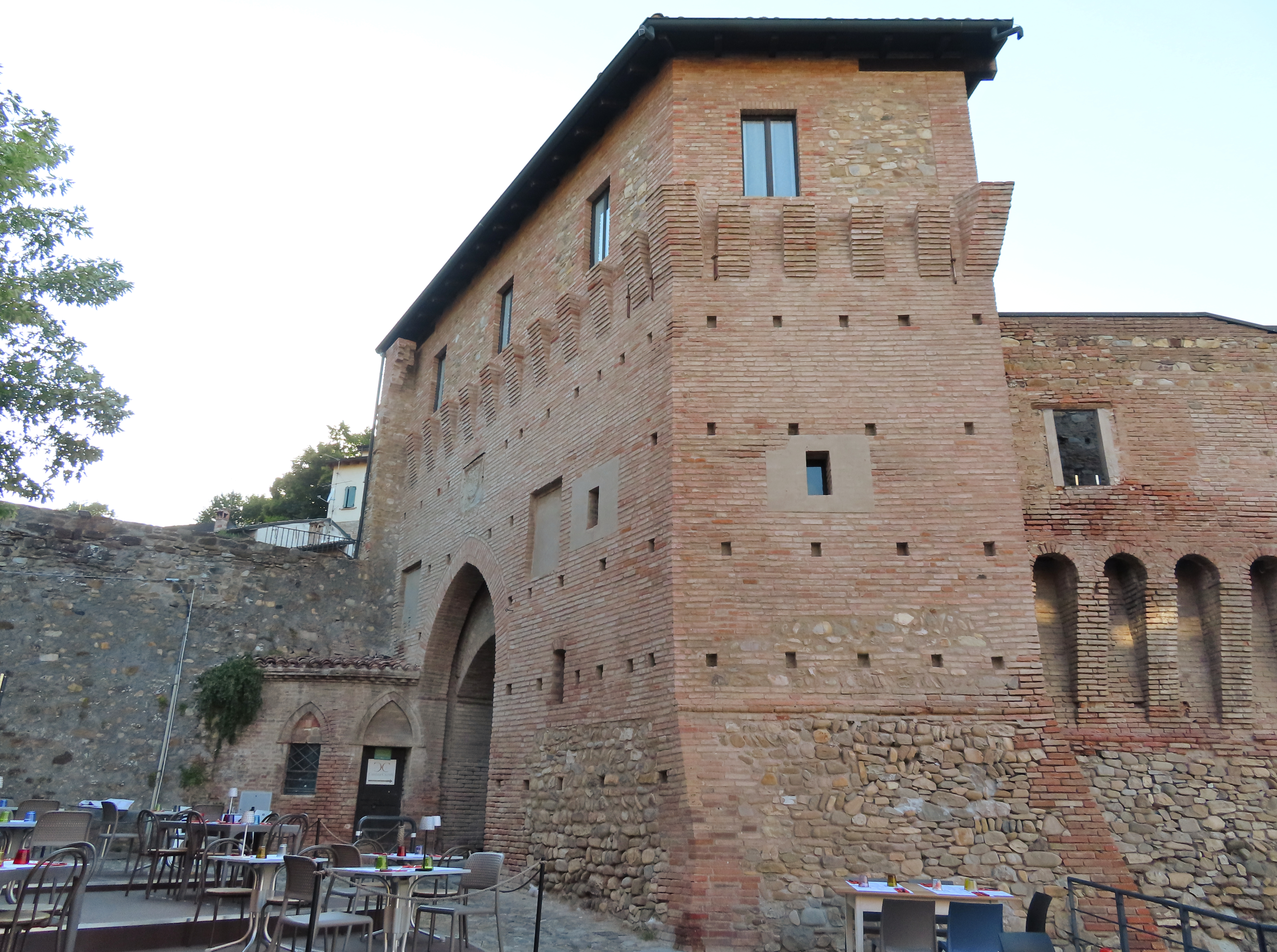
Torre Cappellana

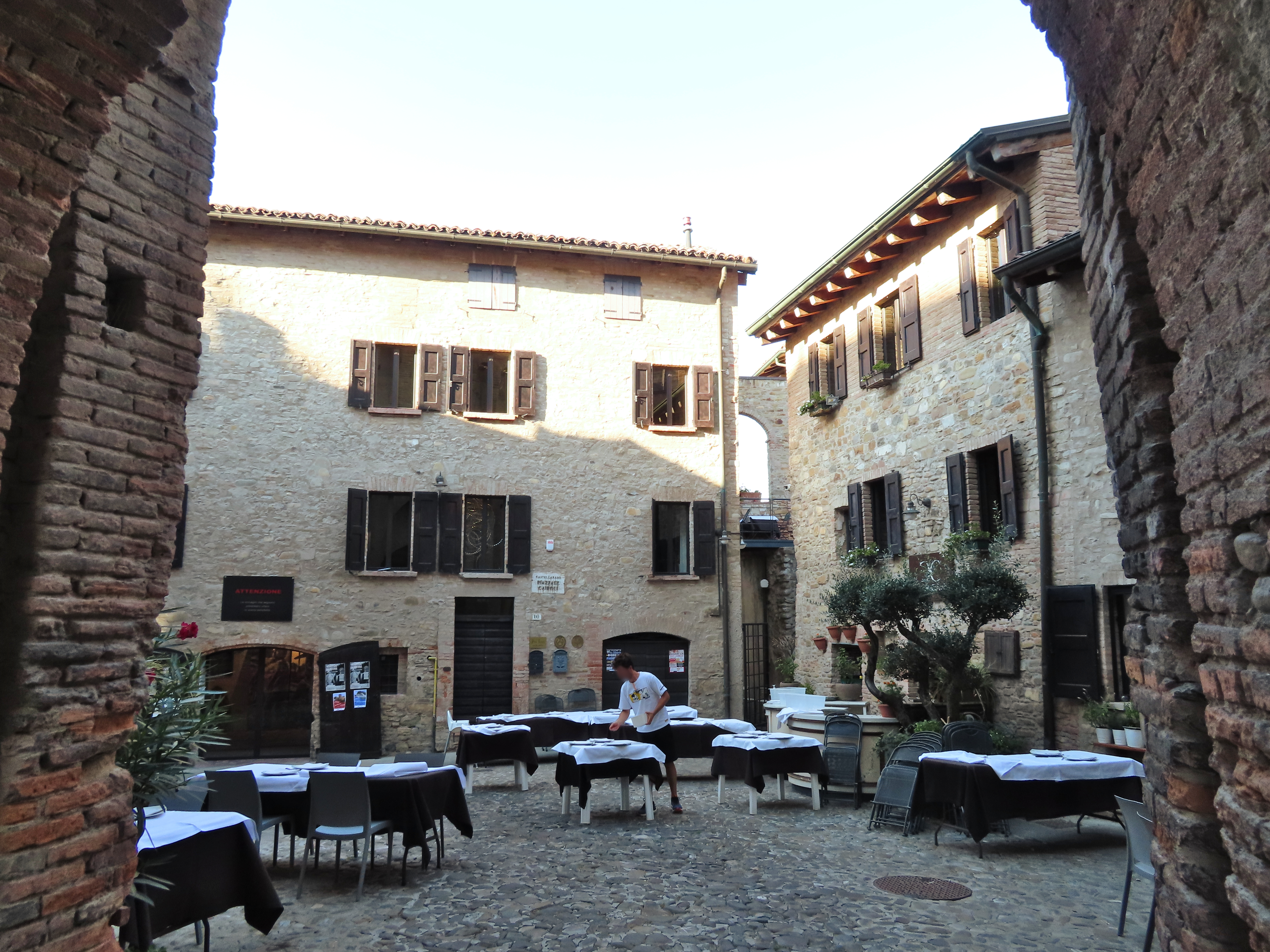
Piazzale Cairoli, antica piazza d'Armi della rocchetta

La rocchetta è una costruzione articolata, circondata su tre lati da un fossato e con tre porte. Quella esterna era chiusa da ponte levatoio. Sopra la porta di accesso al borgo si nota uno stemma scolpito degli Este, con a fianco, in piccolo, quello degli Strozzi. Dalla Rocchetta di Castellarano partiva la cerchia di mura che proteggeva l'antico borgo fortificato che sorgeva sul colle. Per accedervi occorreva superare il fossato in cui scorrevano le acque del Rio di Castellarano e attraversare la porta con il ponte levatoio.
Il fulcro del vecchio borgo è la chiesa di Santa Maria Assunta, antica pieve preromanica, frequentata dai fedeli castellaranesi. Accanto alla Chiesa si trova la rocca (o castello), struttura di epoca matildica. Si trova poi l'antica torre, databile al X secolo, di verosimile origine longobarda. Sul piazzale antistante la Rocca, si nota la quattrocentesca Torre dell'Orologio, eretta dagli Estensi. La Chiesa della Santa Croce è oggi poco frequentata e spesso chiusa al pubblico. Lì risiede l'omonima confraternita.